# Restauration de la composition murale de la Maison de la Radio à Strasbourg
Pour les articles homonymes, voir Restauration et Maison de la Radio.
La restauration de la composition murale de la Maison de la Radio à Strasbourg est une opération de protection du patrimoine culturel menée à Strasbourg. 
La dilatation des parois à décors trouve une spectaculaire illustration dans le cas de la composition murale de la Maison de la Radio à Strasbourg, Bas-Rhin. 
L’auditorium constitue l’élément dominant du bâtiment et en forme la façade principale. Au-dessus d’un rez-de-chaussée bas s’élève, en porte-à-faux et sur un plan légèrement concave, le promenoir orné d’une grande composition murale en céramique visible de l’extérieur. Elle participe ainsi simultanément du décor monumental et de l’animation urbaine. Cette composition intitulée La Création du Monde, de 24 m de longueur sur 6 m de hauteur, faite de carreaux de terre cuite émaillée, est due à l’artiste peintre Jean Lurçat, fut élu en 1964 Membre de l'Académie royale des sciences, des lettres et des beaux-arts de Belgique et de l'Académie des beaux-arts (France), né à Bruyères (Vosges) en 1892, mort à Saint-Paul-de-Vence (Alpes-Maritimes) en 1966. L’artiste a incorporé dans son œuvre trois pylônes d’émissions, concession évidente à la destination des lieux. Ce décor avec son support a été classé au titre des monuments historiques. La restauration a été conduite par Daniel Gaymard, Architecte en chef des monuments historiques.

## Les désordres
À peine une dizaine d’années après l’achèvement des travaux, des carreaux ont commencé à se détacher et à tomber. Préalablement au décollement, on pouvait constater un nombre important de carreaux fissurés, fracturés et présentant des éclats et épaufrures. Tous ces indices concordaient pour diagnostiquer que l’origine des désordres se situait dans des contraintes excessives dues à des dilatations différentielles entre la paroi et le revêtement.
L’effet de serre constaté dans ce local, largement vitré au sud et peu ventilé, provoquait de très importants écarts de températures. Sur la longueur de 24 m, la dilatation différentielle maximale était de l’ordre du centimètre, ce qui entraînait des contraintes tangentielles importantes que les carreaux, rigidement liés au support et parfois jointifs, ne pouvaient absorber. On constatait, soit que seul le carreau se détachait, soit qu’il entraînait avec lui le patin de mortier qui avait servi à le fixer.

## Les remèdes
Du fait qu’il n’était pas possible d’empêcher les dilatations, la solution a été de procéder au transfert des carreaux sur un support intermédiaire capable de les absorber. Ce système a nécessité la suppression totale du mode de fixation originel, par une dépose* complète permettant également de restaurer les carreaux altérés dans de meilleures conditions.
La liaison spéciale entre la structure porteuse et les carreaux demande donc des panneaux intermédiaires de dimensions réduites, présentant une adhérence élevée des carreaux et une élasticité capable d’absorber les contraintes mécaniques résiduelles. Ces panneaux sont accrochés au support béton par des liaisons métalliques souples inoxydables destinées à absorber les variations dimensionnelles dues à la dilatation. 
Un essai concluant a été réalisé au préalable par transfert des carreaux sur un panneau support. Ceux-ci sont de dimensions moyennes 2,40 × 2,40 et 2,40 × 1,20 m, d’une épaisseur de 12,5 mm, en matériau composite nid d’abeille « AU 64 » avec parement en résines armées (tissus de verre).
Pour la restauration des carreaux, on procède à leur dépose pour un nettoyage général, y compris des chants, notamment pour enlever les restes de mortier de pose adhérant à la sous-face et pour recoller la pâte et la glaçure des carreaux fragmentés ou écaillés. Un durcissement des carreaux est réalisé par imprégnation à l’aide d’une solution de résine synthétique. Les carreaux disparus ont été refaits à l’identique avec les mêmes matériaux et les mêmes émaux (les restitutions ne posant pas de problèmes grâce à la maquette initiale).
La repose des carreaux anciens traités et restaurés s’il y a lieu et des carreaux nouveaux s’est faite à l’aide de pâte de stratification époxyde (mortier synthétique souple et résistant), en conservant autour de chaque carreau un joint libre compris entre 0,5 et 1,5 mm de large. La restauration a été réalisée par la société SOCRA (Marsac-sur-l'Isle).